# Inégalité de Bonse
En théorie des nombres, l'inégalité de Bonse, du nom de H. Bonse, permet une comparaison entre un nombre primoriel et le plus petit nombre premier qui ne figure pas dans sa décomposition. 
Elle déclare que si p1, ..., pn, pn+1 sont les n + 1 plus petits nombres premiers et n ≥ 4, alors
{\displaystyle p_{n}\#=p_{1}\cdots p_{n}>p_{n+1}^{2}} ou {\displaystyle p_{n+1}<{\sqrt {p_{n}\#}}}.
Elle est une conséquence facile du postulat de Bertrand : {\displaystyle p_{n+1}<2p_{n}} ; en effet  {\displaystyle p_{n+1}^{2}<4p_{n}^{2}<8p_{n-1}p_{n}<2\times 3\times 5\times p_{n-1}p_{n}\leqslant p_{1}p_{2}...p_{n}} pour {\displaystyle n\geqslant 5}, le cas {\displaystyle n=4} se montrant à la main.
Mais elle possède une démonstration élémentaire directe plus courte que celle du postulat de Bertrand .